# 佐竹弘造
佐竹 弘造（さたけ こうぞう、1916年2月3日 - 1993年2月1日）は、日本の政治家。石川県小松市長（2期）。

## 経歴
石川県出身。1941年慶應義塾大学法学部卒。読売新聞に入り、政治部記者となる。その後ジャパンタイムス政経部長、佐藤栄作国務大臣秘書官、同内閣総理大臣秘書官を経て、1967年小松市長選に立候補し、現職の藤田栄次を破って初当選した。1971年2回目の市長選でも当選した。市長在職中は小松空港の整備拡張、下水道事業などに取り組んだ。1972年7月、衆院選に立候補するために市長を辞職。12月の総選挙に石川1区から無所属で出馬したが落選した。1993年死去。